# Ryszard Kapuściński

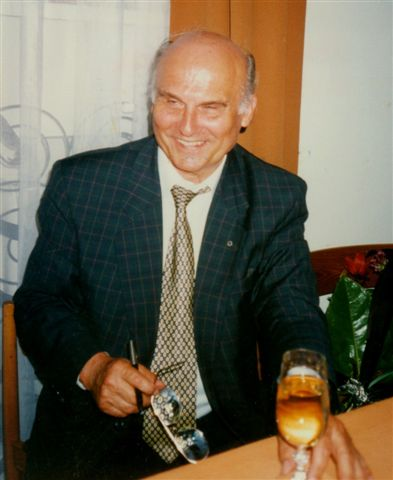
Ryszard Kapuściński (1997)

Ryszard Kapuściński anhörenⓘ (* 4. März 1932 in Pińsk, Polen, heute Belarus; † 23. Januar 2007 in Warschau) war ein polnischer Reporter, Journalist und Autor. Er ist einer der am häufigsten übersetzten Autoren Polens.

## Leben
Kapuściński wurde am 4. März 1932 im damals ostpolnischen Pińsk geboren und wuchs in einer Lehrerfamilie auf. Nach dem Einmarsch der Roten Armee in das damalige Ostpolen floh seine Mutter 1940 mit ihm, angesichts drohender Deportation nach Sibirien, in den von Deutschland besetzten Teil Polens.
1945 zog seine Familie nach Warschau. Dort heiratete er 1952 und begann im selben Jahr sein Studium der Geschichte an der Universität Warschau. Er trat der Polnischen Vereinigten Arbeiterpartei bei, nach Auffassung seiner Biografen als damals „gläubiger Kommunist“. 1955 trat er seine erste Reise nach Asien an und war Reporter bei der Konferenz der blockfreien Staaten auf Java. 1956 beendete er sein Studium mit einem Magister und begann, für die Jugendzeitung Sztandar Młodych (Fahne der Jugend) zu arbeiten.
1956/57 berichtete er von einer Reise durch China. Bereits ein Jahr später wurde er Mitarbeiter der polnischen Nachrichtenagentur PAP und reiste 1958 in deren Auftrag nach Afrika. Nach seiner Rückkehr arbeitete er in der Redaktion der Zeitschrift Polityka. 1962 war er wieder für die PAP in Afrika unterwegs. 1967, direkt im Anschluss an seinen Afrikaaufenthalt, unternahm er Reisen durch die Sowjetunion. 1967 trat er seine Reise nach Südamerika an, wo er sechs Jahre für die PAP als Auslandskorrespondent tätig war. Weiterhin war er Berater der polnischen Zeitschrift Kontynenty.
1994 war er Gast des Deutschen Akademischen Austauschdienstes in Berlin. 2003 hielt er ebenfalls in Berlin den Vortrag „Herodot - Reporter der Antike“.
Er war sechsfacher Ehrendoktor. Insgesamt erhielt er über 40 Preise und Ehrungen. Kapuściński war Mitglied des polnischen Penclubs.
Am 23. Januar 2007 starb Kapuściński im Banach-Krankenhaus in Warschau an den Folgen einer Herzoperation.

## Kritik
Wenige Monate nach seinem Tod wurden Akten aus dem Institut für Nationales Gedenken in Warschau bekannt, nach denen Kapuściński vorübergehend Informant der polnischen Geheimpolizei SB gewesen sei.
Heftige Kontroversen löste bereits vor ihrem Erscheinen die Biografie Kapuściński. Non-Fiction (2010) von Artur Domosławski aus, denn Kapuścińskis Witwe wollte die Publikation gerichtlich verbieten lassen, scheiterte aber damit. Domosławski führt die Ergebnisse eigener Recherchen und Aussagen von Zeitzeugen an, die den Wahrheitsgehalt zahlreicher Reportagen sowie auch der Familiengeschichte, wie Kapuściński sie dargestellt hat, in Zweifel ziehen. Auch wird vom Biografen dargestellt, die späteren Behauptungen Kapuścińskis, dieser sei in Opposition zum Regime der Volksrepublik Polen gestanden, seien unwahr. Ferner soll Kapuściński entgegen seinen Äußerungen weder Che Guevara gekannt  noch den kongolesischen Politiker und ersten Premier des unabhängigen Kongos Patrice Lumumba getroffen haben. Vielmehr habe er die Grenzen der Reportage weit auf das Gebiet der Literatur ausgedehnt. „Er hat fabuliert, er hat die Fakten seinem erzählerischen Ziel untergeordnet“, so sein Biograf Domosławski. Auch die Behauptung, dass sein Vater von einem sowjetischen Kriegsgefangenen-Transport, der ihn nach Katyn habe bringen sollen, fliehen konnte, soll reine Erfindung sein. Domosławski will herausgefunden haben, dass Kapuścińskis Vater niemals in sowjetische Gefangenschaft geraten sei.
Bezüglich Kapuścińskis Buch von 1984 König der Könige. Eine Parabel der Macht über das Ende der Regierungszeit des äthiopischen Kaisers Haile Selassie erhob Asfa-Wossen Asserate in seiner Biographie des Kaisers Vorwürfe gegen Kapuścińskis Darstellungen. Er bringt vor, Kapuścińskis Buch „tauge wenig als historische Quelle“, schon die „berühmte Eingangsszene“ (in der berichtet wird, es habe einen Diener im Palast gegeben, dessen einzige Aufgabe gewesen sei, den Urin eines Hundes des Kaisers von Schuhen von Würdenträgern abzuputzen) sei „absurd“ falsch. Auch Lore Trenkler, Leibköchin von Haile Selassie von 1962 bis 1975, bezeichnete diese Darstellung als unrichtig und kritisierte das Buch in mehrfacher Hinsicht. Kapuściński brachte vor, sein Buch sei aufgrund von Interviews mit ehemaligen Hofbediensteten entstanden. Dies bezweifelt Asserate: Das zur Zeit der angeblichen Interviews herrschende Mengistu-Regime sei „regelrecht auf der Jagd nach ehemaligen Höflingen des Kaisers [gewesen]; sie hätten ihr Leben riskiert, hätten sie … einen weißen Journalisten in ihr Haus eingeladen“. Dieses Argument ist gewichtig, weil  Kapuściński die Verhältnisse ebenso schildert: Er habe seine Gesprächspartner im Schutz der Dunkelheit aufgesucht und Angst gehabt, zusammen mit ihnen „hoch[zu]gehen“ und um sein Leben gefürchtet, besonders deswegen, weil „die Äthiopier ... ungemein misstrauisch“ seien. Auch andere Punkte werden bezweifelt (hier beruft sich Asserate auf den amerikanischen Haile-Selassie-Biographen Harold Marcus), etwa die Behauptung, der Kaiser habe keine Fremdsprachen gesprochen und keine Bücher gelesen. Die Beurteilung der Person Haile Selassies und seines Regimes ist aber bei Asserate im Großen und Ganzen dieselbe wie bei Kapuściński.

## Auszeichnungen (in Auswahl)
- 1958: Goldener Verdienstorden Polens
- 1959: „Julian Brun“-Preis (Literaturpreis, Polen)
- 1974: Ritterkreuz des Erneuerten Polens
- 1975: Literaturpreis „Bolesław Prus“
- 1976: Polnischer Staatspreis II. Klasse
- 1976: Preis der Internationalen Journalisten-Organisation
- 1979: Preis des polnischen Journalisten-Verbandes
- 1980: Ehrenpreis des Kulturklubs Kuźnica
- 1989: Literaturpreis „Ksawery Pruszynski“
- 1994: Leipziger Buchpreis zur Europäischen Verständigung
- 1995: französischer Literaturpreis „Prix de l'Astrolab“
- 1999: Polnischer „Journalist des Jahrhunderts“ (Wahl der Zeitschrift „Press“)
- 1999: Hansischer Goethe-Preis der Alfred-Toepfer-Stiftung, Hamburg
- 1999: Samuel-Bogumil-Linde-Preis
- 2000: italienischer Literaturpreis Premio Viareggio
- 2003: italienischer Literaturpreis Premio Grinzane Cavour
- 2003: Prinz-von-Asturien-Preis für Kommunikation und Humanwissenschaften
- 2003: Bruno-Kreisky-Preis für das politische Buch (Sonderpreis für das publizistische Gesamtwerk)[14]

## Gastprofessuren
- 1974 Gastprofessur in Bangalore, Indien
- 1979 Gastprofessur in Caracas, Venezuela
- 1988 Gastprofessur in Philadelphia, USA

## Werke
- PL 1962: Busz po polsku
- PL 1963: Czarne gwiazdy
- PL 1968: Kirgiz schodzi z konia
- PL 1969: Gdyby cała Afryka
- PL 1970: Dlaczego zginął Karl von Spreti?
- PL 1975: Chrystus z karabinem na ramieniu
- 1984: König der Könige (PL 1978: Cesarz) Martin Pollack (Übersetzer): König der Könige: Eine Parabel der Macht. Kiepenheuer & Witsch, Köln 1984; Eichborn, Frankfurt 1995; Piper, München 2009, ISBN 978-3492252379
- 1986: Schah-in-Schah (PL 1982: Szachinszach) Neuauflage 2006: Martin Pollack (Übersetzer): Schah-in-schah: Eine Reportage über die Mechanismen der Macht und des Fundamentalismus Eichborn Verlag, Frankfurt am Main, ISBN 978-3821856728
- 1990: Der Fußballkrieg: Berichte aus der dritten Welt (PL 1978: Wojna futbolowa); Eichborn Verlag, Frankfurt am Main, ISBN 3-8218-4071-4 (Reihe Die Andere Bibliothek, Bd. 71)
- 1992: Lapidarium (PL 1990: Lapidarium), als Taschenbuch: 1999: Fischer Taschenbuch – Verlag, Frankfurt am Main, ISBN 978-3596128525
- 1993: Imperium (PL 1993: Imperium)
- 1994: Wieder ein Tag Leben Deutsche Erstausgabe, Eichborn Verlag, als Taschenbuch: 1999: Fischer, Frankfurt ISBN 978-3596128532 (PL 1976: Jeszcze jeden dzień życia); verfilmt 2018
- 1999: Afrikanisches Fieber (PL 1998: Heban) – Rezension bzw. Martin Pollack (Übersetzer): Afrikanisches Fieber. Erfahrungen aus vierzig Jahren. Die Andere Bibliothek – Erfolgsausgabe, Eichborn Verlag, Frankfurt am Main, ISBN 978-3-8218-4483-1
- 2000: Die Welt im Notizbuch (PL 1996 und 1997: Lapidarium II und Lapidarium III); Martin Pollack (Übersetzer): Verlag Piper, Auflage: 5, Juli 2008, ISBN 978-3492236454
- 2000: Die Erde ist ein gewalttätiges Paradies (Textkompilation für den deutschen Markt aus bereits deutsch vorliegenden Werken) – Rezension; Verlag Piper, 7. Auflage, 2007: Martin Pollack, Renate Schmidgall, Edith Heller (Übersetzer): Die Erde ist ein gewalttätiges Paradies: Reportagen, Essays, Interviews aus vierzig Jahren ISBN 978-3492236447
- 2000: Aus Afrika (PL 2000: Z Afryki) (Bildband)
- 2000: Martin Pollack (Übersetzer): Imperium. Sowjetische Streifzüge. Die Andere Bibliothek – Erfolgsausgabe, ISBN 978-3821847078
- PL 2003: Autoportret reportera
- 2007: Martin Pollack (Übersetzer): Meine Reisen mit Herodot: Reportagen aus aller Welt  Verlag Piper, ISBN 978-3492247870 (PL 2004: Podróże z Herodotem)
- 2007: Ilija Trojanow (Herausgeber): Die Welt des Ryszard Kapuscinski: Seine besten Geschichten und Reportagen ISBN 978-3821858234
- 2007: Martin Pollack (Übersetzer): Notizen eines Weltbürgers, deutsche Erstauflage: Eichborn Verlag, Frankfurt am Main, ISBN 978-3821857565; als Taschenbuch: 2008: Piper, ISBN 978-3492252362 (PL 2000 und 2002: Lapidarium IV und Lapidarium V)
- 2008: Martin Pollack (Übersetzer): Der Andere Suhrkamp Verlag, Deutsche Erstausgabe, ISBN 978-3518125441
- 2010: Ein Paradies für Ethnographen: Polnische Geschichten. Aus dem Polnischen von Martin Pollack und Renate Schmidtgall, mit einem Vorwort von Martin Pollack, 978-3821858371

Audio
- 2002: König der Könige. Eine Parabel der Macht Hörspiel, Eichborn Verlag, Frankfurt am Main, ISBN 978-3821851884
- 2007: Hanns Zischler (Vorleser): Kapuscinskis Welt. Stationen eines Weitgereisten Eichborn Verlag, Frankfurt am Main, ISBN 978-3821854489